# MC Ren
Lorenzo Jerald Patterson (Compton, 16 juni 1969), beter bekend bij zijn artiestennaam MC Ren, is een Amerikaanse rapper die bekend is geworden door zijn deelname aan de rapgroep N.W.A. Hij is de oprichter van het label Villain Entertainment. Zijn naam Ren is afgeleid van de middelste letters in zijn naam Lo"REN"zo.
Mc Ren begon zijn solo carrière toen hij tekende bij Eazy-E's Ruthless Records in 1987. Tegen het einde van 1987 werd Ren geïntegreerd in de rapgroep N.W.A nadat hij het meeste van Eazy-E's eerste album Eazy-Duz-It had geschreven. Ren kwam voor in elk album van N.W.A namelijk Straight Outta Compton, 100 Miles and Runnin' en Niggaz4Life (ook wel als Efil4Zaggin bekend). Nadat de groep uit elkaar ging in 1991 besloot Ren bij het Ruthless label te blijven waar hij meerdere gouden en platinum platen maakte, voordat hij in 1999 het label verliet.

## Jeugd
Lorenzo Patterson is geboren in Compton op 16 juni 1969. Hij groeide op in Pannes avenue in de buurt van Kelly Park samen met zijn ouders, 2 broers en zus. Zijn vader werkte voor de overheid totdat die later zijn eigen kapperszaak opende.
Toen hij opgroeide voegde hij zich bij de Kelly Park Compton Crips maar hij verliet de bende al snel omdat hij hiermee niet genoeg geld verdiende. Patterson stapte in het drugsmilieu nadat hij zag dat er snel geld mee viel te verdienen. Na een overval op zijn vriend MC Chips' huis stopte hij ook met te dealen en focuste hij zich weer op muziek maken.
Patterson begon te studeren op de Dominguez High School, waar hij zijn toekomstige medewerker DJ Train ontmoette. Hier ontwikkelde hij een interesse voor Hiphop muziek en begon hij met raps te schrijven samen met zijn vriend MC Chip. Samen vormde zij de groep Awesome Crew 2 en zij traden bij feestjes en nachtclubs op. Voordat Ren afstudeerde besloot hij zich bij het Amerikaanse leger aan te sluiten samen met een vriend, maar hij veranderde van gedachte nadat hij de film Full Metal Jacket had gezien. Later sprak hij af met zijn oude vriend Eazy-E en zo startte hij zijn rapcarrière.

## Discografie
Albums
- 1992 Kizz My Black Azz (ep) (Ruthless Records)
- 1993 Shock of the Hour (Ruthless)
- 1996 The Villain in Black (Ruthless)
- 1998 Ruthless for Life (Ruthless)
- 2009 Renincarnated

Eazy-E · Dr. Dre · Ice Cube · MC Ren · DJ Yella · Arabian Prince
- Bibliothèque nationale de France: cb13998251c (data)
- Gemeinsame Normdatei: 135003741
- International Standard Name Identifier: 0000 0003 7905 8119
- Library of Congress Control Number: no2004121959
- MusicBrainz: a6f5f408-e37e-444a-a0dc-ea41a152dfcf
- Nationale Bibliotheek van Tsjechië: xx0203794
- Nationale Bibliotheek van Israël: 987007347481205171
- Virtual International Authority File: 256758956
- WorldCat: E39PBJtmqDWgcwMGDmtbRDJRrq